# Tende

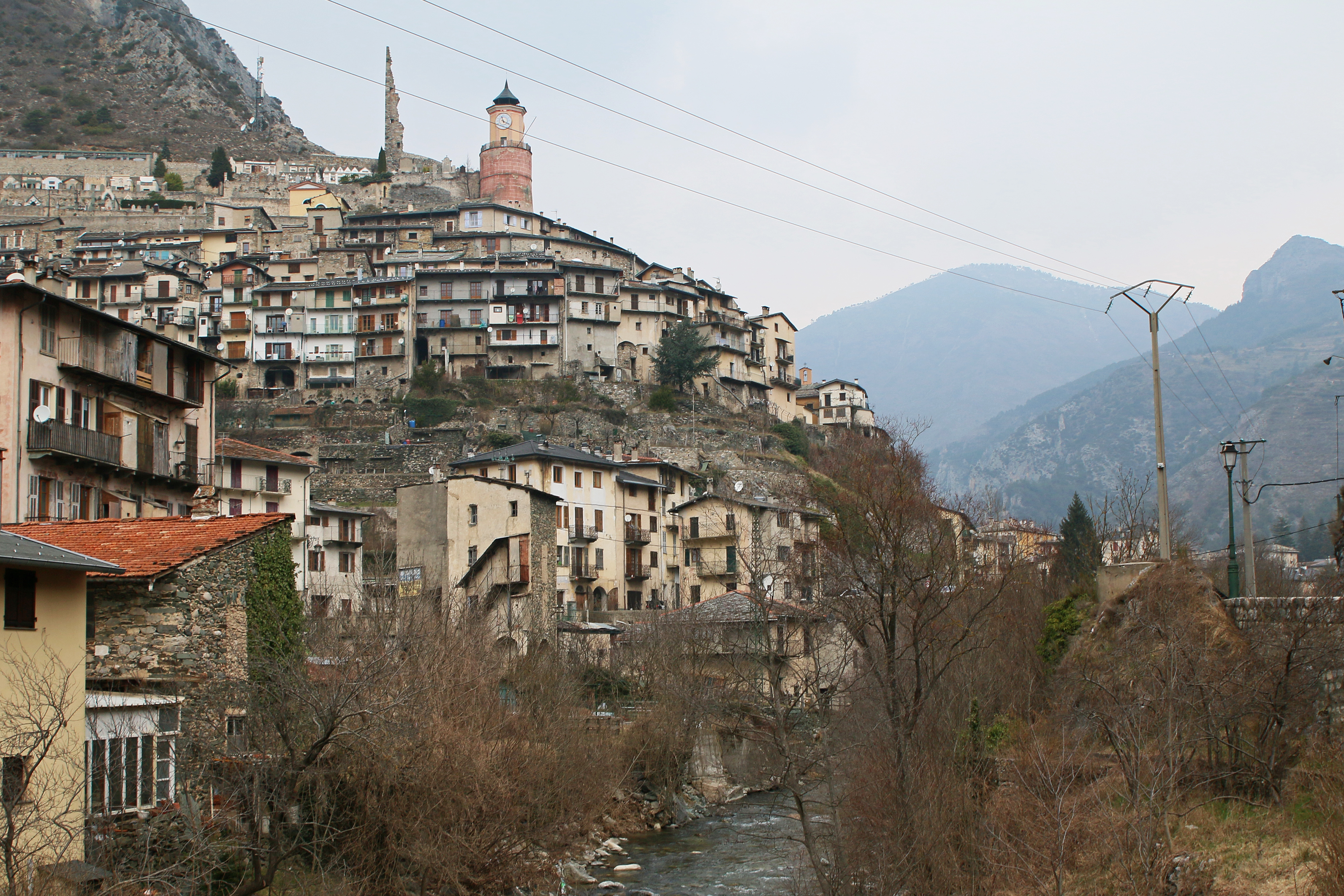
Ortsansicht von der Flussbrücke über die La Roya

Tende (bis 1947 italienisch Tenda) ist eine französische Gemeinde mit 1.898 Einwohnern (Stand 1. Januar 2022) im Département Alpes-Maritimes in der Region Provence-Alpes-Côte d’Azur. Das Städtchen liegt etwa 30 Kilometer nördlich von Ventimiglia (Italien) und auf etwa 820 m Höhe an der Roya in der äußeren Zone des Mercantour-Nationalparks an der alpenquerenden Tendabahn.

## Geographie
Tende liegt im äußersten Südosten des Départements Alpes-Maritimes an der Grenze zur italienischen Region Piemont nur wenige Kilometer südlich des Col de Tende (deutsch: Tenda-Pass, ital. Colle di Tenda) am Oberlauf der Roya in den Seealpen.
Tende ist der größte Ort des oberen Royatals und nach Westen, Norden (Seealpen) und Osten (Ligurische Alpen) von Bergen umgeben. Über 20 dieser Gipfel, darunter der legendenumwobene Mont Bégo, sind höher als 2000 Meter.

## Geschichte
Die erste urkundliche Erwähnung von Tende stammt aus dem 11. Jahrhundert, als der Ort noch zur Grafschaft Ventimiglia gehörte, die von den Grafen von Ventimiglia regiert wurde. Pierre-Guillaume de Vintimille, der Lehnsherr von Tende, heiratete 1261 die Schwester des jungen byzantinischen Kaisers Giovanni di Lascaris und begründete mit ihr Geschlecht und Grafschaft Vintimille-Lascaris (später ‚Grafschaft Tende‘).
1581 fiel die Grafschaft durch Heirat an Savoyen, was den Ausbau der über den Col de Tende führenden Straße zwischen Turin und Nizza ermöglichte. 1627 wurde Tende Poststation an diesem für die damalige Zeit bedeutsamen Handelsweg. Als 1860  die zum Königreich Sardinien gehörende Grafschaft Nizza zusammen mit Savoyen an Frankreich abgetreten wurde, wurde Tende (zusammen mit der Nachbargemeinde La Brigue) von dieser Abtretung ausgeklammert und Teil Italiens.
1947 votierten die beiden Orte des oberen Royatals in einem Referendum für die Angliederung an Frankreich. Auf diese Weise wurden Tende und La Brigue am 16. September 1947 französisch. Einige Einwohner verließen den Ort in Richtung Italien. Italienische Zeitungen sprachen von Flucht, „französischer Besatzung“ und dem Wunsch der Bevölkerung, Italiener zu bleiben. Eine Schlagzeile wie L’Italia sanguina; lasciateci la nostra malinconia (dt. Blutbeflecktes Italien; lasst uns unsere Melancholie) klang hingegen gemäßig bitter. Andere nutzten die Gunst der Stunde und schrieben Vive la France an Hauswände und feierten das Ereignis.
Anfang Oktober 2020 wurde Tende durch schwere Unwetter und Sturzfluten stark getroffen. Mindestens ein Mensch gilt seitdem als vermisst. Dutzende der Einwohner verloren ihre Lebensgrundlage. 68 Häuser mussten geräumt werden, 12 wurden vollständig zerstört.

### Bevölkerungsentwicklung
| Jahr                       | 1962 | 1968 | 1975 | 1982 | 1990 | 1999 | 2006 | 2016 |
| Einwohner                  | 1954 | 2053 | 1951 | 1954 | 2089 | 1844 | 2025 | 2184 |
| Quellen: Cassini und INSEE |      |      |      |      |      |      |      |      |

## Sehenswürdigkeiten

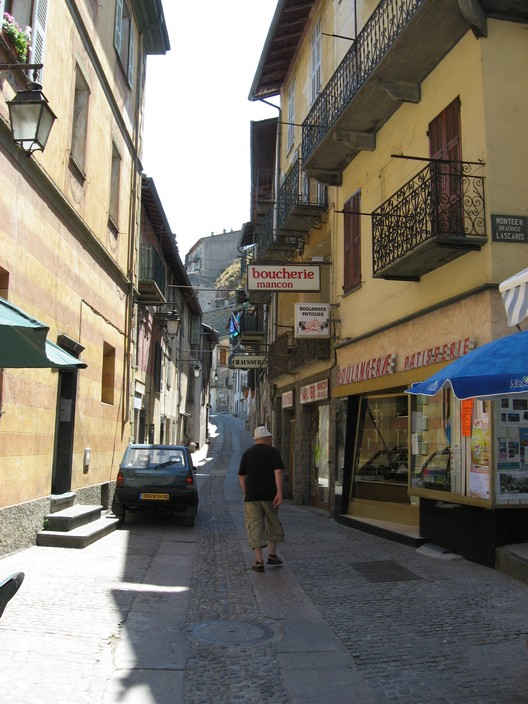
Eine Straße in Tende

Siehe auch: Liste der Monuments historiques in Tende
- Vallée des Merveilles – dt.: Tal der Wunder
  - Musée des Merveilles, vom Département unterhaltenes Museum mit ständiger Ausstellung zum Vallée des Merveilles (u. a. auch Originalgravuren) und jährlich neuer Wechselausstellung.
- Ruinen des ‚Château des Lascaris‘, des für die Grafen von Ventimiglia und Tende im 14./15. Jahrhundert errichteten Schlosses, das 1692 durch Truppen Ludwig XIV. zerstört wurde.
- Notre-Dame de l’Assomption (auch: Collégiale Sainte Marie du Bois) aus dem Jahr 1506 mit Orgel von Serassi aus dem Jahr 1807
- ‚Grotte des Hérétiques‘. Verfolgten Protestanten diente diese Grotte oberhalb von Tende im 15. und 16. Jahrhundert  als Versammlungsort.
- Porte de Lombarde (nördliches Stadttor) und Porte de Nice (südliches Stadttor)
- Chapelle de L’Annonciade mit Fresken aus dem 15. Jahrhundert, die Giovanni Baleison zugeschrieben werden

## Tourismus
Tende ist ein Etappenort am französischen Fernwanderweg GR 52A, dem Sentier Panoramique du Mercantour.

## Verkehr
- Tendabahn
- Train des Merveilles
- Historischer Salzweg Turin – Nizza (Maultiere, Esel)